# Chino pekinés
El pekinés o pequinés (en chino tradicional, 北京話; en chino simplificado, 北京话; pinyin, Běijīnghuà), también conocido como dialecto de Beijing, es el dialecto mandarín hablado en el área urbana de Pekín (China). Es la base fonológica del mandarín estándar, el cual es el idioma oficial de la República Popular China, la República de China (Taiwán) y una de las lenguas oficiales de Singapur.
Aunque el dialecto de Beijing y el chino estándar son muy similares, diversas diferencias generalmente dejan claro a los hablantes de chino si un individuo es oriundo de Beijing, hablante de la variedad local de Beijing o si es una persona que habla chino estándar.

## Distribución
La locución «dialecto de Pequín» generalmente se refiere al dialecto hablado solo en el área urbana de Pekín. Sin embargo, los lingüistas han dado una definición más amplia de mandarín pekinés (en chino tradicional, 北京官話; en chino simplificado, 北京官话; pinyin, Běijīng Guānhuà) que también incluye algunos dialectos estrechamente relacionado con el de zonas urbanas de Pekín.
Por ejemplo, el topolecto de Hebei, una ciudad al norte de Pekín, se considera Chengde suficientemente cerca del pekinés que se puso dentro de esta categoría. El chino estándar, o mandarín estándar, también se pone en esta categoría, ya que está basado en el dialecto local de Pekín.

## Inteligibilidad mutua con otros dialectos mandarines
Los hablantes de idioma dungano como Iasyr Shivaza y otros han reportado que los chinos que hablan en dialecto pekinés pueden entender el dungano, pero los hablantes de dungano no podrían entender el dialecto pekinés.

## Fonología
En la estructura fundamental, la fonología del dialecto de Pekín y el chino estándar son casi idénticos. En parte, esto se debe a que la pronunciación de chino estándar se basa en la pronunciación de Pekín. (Véase chino estándar por sus tablas fonología; la misma estructura básica se aplica al dialecto de Pekín.)
Sin embargo, existen algunas diferencias notables.la más destacada es la proliferación de vocales rotizadas. Todas las vocales rotizadas son el resultado de la utilización de la -儿 /-ɻ/, un sufijo, a excepción de unas pocas palabras pronunciadas /ɑɻ/ que no tienen este sufijo. En el chino estándar, esto también ocurre, pero con mucha menos frecuencia que en el dialecto de Pekín. Este fenómeno se conoce como erhua (儿化) o rotacización, ya que se considera una de las características emblemáticas del mandarín pekinés.
Cuando /w/ aparece en posición inicial de sílaba, muchos hablantes usan [ʋ] antes de cualquier vocal, excepto [o] como en 我  wǒ , por ejemplo, 尾巴  Weiba   [ʋei̯˨pa˦].
Por otra parte, el dialecto pekinés tiene algunas reducciones fonéticas que suelen considerarse «demasiado coloquiales» para su uso en chino estándar. Por ejemplo, en el habla rápida, consonantes iniciales pasan por lenición si se encuentran en una sílaba con Acento prosódico: pinyin zh ch sh,  / tʂ tʂʰ ʂ / r, /ɻ/, 不 知道  bùzhīdào , «no sé», puede sonar como  bùrdào ; JQX  / tɕ tɕʰ ɕ / y  / j /, 赶紧 去  gǎnjǐnqù , «ir rápido», puede sonar como  gǎnyǐnqù ; pinyin bdg  / ptk / ir a través de fonación para convertirse en  [bd ɡ]; cambios similares se producen también en otras consonantes. También, final -n /-n/ y (con menos frecuencia) -ng /N/ puede dejar de cerrar por completo, de modo que una vocal nasal se pronuncia en lugar de un consonante nasal; por ejemplo, 您  Nin termina sonando como  [NI] (nasalizada), en lugar de  [Nin] como en chino estándar:
| Pinyin | Chino/Mandarín Estándar | Pronunciación típica de Pekín |
| ------ | ----------------------- | ----------------------------- |
| an     | [an]                    | [æɨ̃]                          |
| ian    | [i̯ɛn]                   | [i̯ɛɨ̃]                         |
| en     | [ən]                    | [əɨ̃]                          |
| in     | [in]                    | [i̯əɨ̃]                         |
| ang    | [ɑŋ]                    | [ɑɯ̃]                          |
| eng    | [ɤŋ]                    | [ɤɯ̃]                          |
| ing    | [iŋ]                    | [i̯ɤɯ̃]                         |

Algunos de estos cambios dieron sílabas que desafían la estructura silábica de chino estándar, tales como 大柵欄 (calle) Da Zhàlán, que los lugareños lo pronuncian como Dàshlàr.
Los tonos del dialecto pekinés tienden a ser más exagerados que el chino estándar. En chino estándar, los cuatro tonos son altos, alta levantamiento plana, bajo inmersión, y la caída; en dialecto de Pekín, los dos primeros tonos son más altos, el tercero se sumerge más prominente, y el cuarto se cae más.

### Influencia del dialecto pekinés en el idioma manchú
El dialecto del norte de China mandarín hablado en Pekín tuvo un gran impacto en la fonología del idioma manchú hablado en Pekín, y desde fonología manchú se transcribe en fuentes chinas y europeas basadas en el pronunciación sinologizada de manchúes de Pekín, la auténtica pronunciación original Manchú es desconocida para los estudiosos.
Los manchúes de Pekín (Beijing) fueron influenciados por el dialecto chino hablado en la zona hasta el punto que pronunciar sonidos Manchú era difícil para ellos, y ellos pronunciaron Manchú según la fonética china, mientras que en contraste, los manchúes de Aigun (Heilongjiang) podrían tanto pronunciar Manchú correctamente como mimetizar la pronunciación sinologizada de manchúes en Pekín (Beijing), ya que aprendieron la pronuncioción pequinesa de cualquiera estudiando en Pekín o de los funcionarios enviados a Aigun de Pekín, y que podría decir aparte, usando los chinos influenciados por la pronunciación pequinesa cuando demostraba que estaban mejor educados o su estatura superior en la sociedad.

## Vocabulario
El dialecto pequinés normalmente utiliza muchas palabras que se consideran argot, y por lo tanto se producen mucho menos o nada en chino estándar. No hablantes nativos de Beijing pueden tener problemas para entender muchos o la mayoría de ellos. Muchas de estas palabras de argot emplean el sufijo ródico r. Los ejemplos incluyen:
- 倍儿 bèir – muy, especialmente (en referencia al modo o atributo).
- 别价 biéjie – no; por lo general seguido por 呀 si se usa como un imperativo (Por lo general se utiliza al rechazar un favor o la cortesía de sus amigos cercanos).
- 搓火儿 cuōhuǒr – estar enfadado.
- 颠儿了 diārle – dejar; huir.
- 二把刀 èrbǎdāo – una persona con habilidades limitadas, torpe.
- 撒丫子 sayazi – a dejar ir en los pies, ir, ir.
- 𪨊 sóng / 蔫儿 niār – sin columna vertebral, sin espíritu.
- 消停 xiāoting – para convertirse, finalmente, y por suerte tranquilo y calmado.
- 辙 zhé – manera (de hacer algo); equivalente al chino estándar 办法
- 褶子了 zhezile – arruinado (especialmente cosas que hacer).
- 上 shang - arruinado (especialmente cosas que hacer).
- 搁 ge - de uso frecuente en lugar de 放, que significa "colocar".

Algunas frases de Beijing podrán difundirse en las afueras de Beijing:
- 抠门儿 kōumér – tacaño, avaro (puede ser utilizado incluso fuera de Beijing).
- 劳驾 láojia – "Discúlpeme"; oído con frecuencia en el transporte público.
- 溜达 liūda – a pasear; equivalente al chino estándar 逛街 o 散步.

Tenga en cuenta que algunos de argot se consideran  Tuhua  (土 话), o "base" o lenguaje "sin educación" , que son los remanentes de una generación más vieja y ya no se usan entre los altavoces con mayor nivel educativo, por ejemplo:
- 迄小儿 qíxiǎor – desde una edad temprana.
- 晕菜 yūncài – desorientarse.

Otros pueden ser vistas como expresiones neologísticas de uso entre los hablantes más jóvenes y en los círculos "más de moda":
- 爽 shuǎng – fresco (en relación con una cuestión); cf. 酷 Kù) (describe a una persona).
- 套瓷儿 tàocír – para echar en el aro; utilizado de baloncesto.
- 小蜜 xiǎomì – amiga especial (connotación negativa).

## Gramática
El dialecto de Beijing ha sido estudiada por lingüistas, incluyendo Joseph Edkins y Robert Morrison.
La gramática del dialecto de Pekín utiliza expresiones coloquiales diferente del chino estándar. En general, el chino estándar está influenciado por el chino clásico, lo que hace que sea más condensado y conciso; el dialecto de Pekín, por tanto, puede parecer más prolijo (aunque tenga en cuenta la tasa general más rápido hablar y reducciones fonéticas del habla coloquial de Pekín).
Un ejemplo:
- Chino estándar:
  - 今天会下雨，所以出门时要记得带雨伞。
  - Jīntiān huì xiàyǔ, suǒyǐ chūmén shí yào jìde dài yǔsan.
  - Traducción: Va a llover hoy, (por lo que) recuerde traer un paraguas cuando salga.
- Dialecto de Pekín:
  - 今儿得下雨，（所以）出门儿时候记着带雨伞！
  - Jīnr děi xiàyǔ, (suǒyǐ) chūménr shíhòu jìzhe dài yǔsan!
- Bajo la influencia de las reducciones fonéticas del dialecto de Beijing:
  - Jīr děi xiàyǔ, (suǒyǐ) chūmér ríhòu jìr dài yǔsan!